# Eliana María Krawczyk
Eliana María Krawczyk (ur. 5 marca 1982 w Oberá w prowincji Misiones, zm. 15 listopada 2017) – argentyńska oficer marynarki, pochodząca z rodziny polskich imigrantów, pierwsza w Ameryce Południowej kobieta oficer służąca na okręcie podwodnym.

## Życiorys

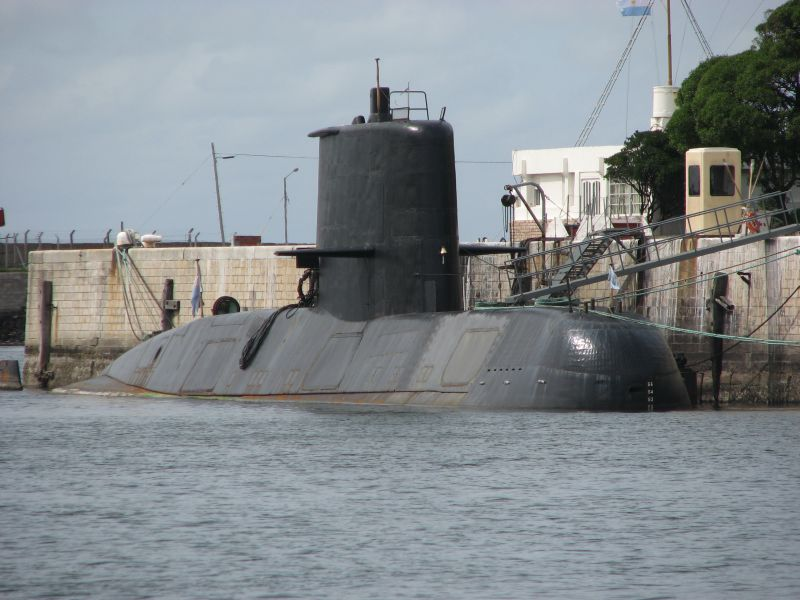
Okręt „San Juan” (2007)

Była najmłodszym z szóstki dzieci polskich imigrantów, którzy osiedlili się w Argentynie. Po ukończeniu szkoły średniej podjęła studia z zakresu inżynierii przemysłowej. W 2003 roku przerwała studia i rozpoczęła służbę w marynarce wojennej. W Posadas wstąpiła do armii i w 2004 roku rozpoczęła naukę w Akademii Marynarki Wojennej. Studia ukończyła w roku 2008 i rozpoczęła szkolenie na okręcie „Libertad” stacjonującym w Mar del Plata. Po zakończeniu szkolenia trwającego 8 miesięcy wybrała dalszą służbę na okręcie podwodnym. W 2012 roku rozpoczęła naukę w szkole dla oficerów okrętów podwodnych i ukończyła ją z pierwszą lokatą. Przez cztery lata służyła na okręcie „Salta”, a w 2016 roku została przeniesiona na okręt „San Juan”.
8 października 2015 roku Eliana Krawczyk została promowana na stopień podporucznika marynarki, jako pierwsza w historii Ameryki Południowej kobieta-oficer służąca na okręcie podwodnym. 17 marca 2017 roku otrzymała awans na stopień porucznika marynarki. W listopadzie 2017 roku znajdowała się na okręcie podwodnym „San Juan”, który zaginął 15 listopada podczas rejsu do Mar del Plata, po zakończeniu ćwiczeń. Krawczyk miała informować swojego brata w rozmowie telefonicznej o problemach technicznych okrętu. Po tygodniu bezowocnych poszukiwań okrętu została uznana za zmarłą. Wśród załogi liczącej 44 osoby Krawczyk była trzecią osobą pod względem rangi. Po śmierci została awansowana do stopnia kapitana marynarki. Imieniem Eliany Krawczyk nazwano ulicę w Oberá.
Wrak okrętu odnaleziono po roku od zatonięcia, 17 listopada 2018 roku, na głębokości 907 m.